# Place de la Victoire (Kinshasa)
Pour les articles homonymes, voir Place de la Victoire.
La Place de la Victoire (ou rond-point Victoire ou simplement Victoire) est l'un des principaux centre de Kinshasa en République Démocratique du Congo. Elle est aussi nommée, en son centre, Place des artistes. 

## Situation et accès
Située sur la commune de Kalamu, au cœur de la cité et à proximité du quartier de Matonge, elle est le centre de la vie nocturne populaire de la ville.

## Origine du nom
La Place de la Victoire, ainsi que l’avenue homonyme qui la traverse et qui est perpendiculaire à l’avenue Kasa-Vubu tirent leur nom des hauts faits de la Force publique entre 1940 à 1945 sur les champs de bataille africains, venus fêter leur victoire en 1945 en ce lieu.
Alfred Liyolo, sculpteur congolais, a créé une œuvre d’art située au milieu de la place et représentant deux mains rassemblées, dédiée aux artistes congolais décédés (d'où le nom de la place).

## Historique
C'est notamment là que Patrice Lumumba tient son premier meeting, le 28 décembre 1958, devant plus de 10 000 personnes. C'est également sur cette place et à proximité que commencent les émeutes  du 4 janvier 1959,.

### Animation
Aujourd'hui, la place, étant un important lieu de passage, est très fréquentée ; notamment, les jeunes s'y donnent rendez-vous pour fêter les fins d'examen. Le quartier est également très animé au niveau musical :
- d'une part, de nombreux orchestres s'y tiennent et jouent régulièrement :
  - Viva-La-Musica de Papa Wemba (Aujourd'hui décédée),
  - Quartier Latin de Koffi Olomidé,
  - Wenge El-Paris de Marie-Paul.
- d'autre part, les maisons de disques, au nombre d'une dizaine, et les très nombreuses buvettes, diffusent de la musique en continu[6],[7].

### Criminalité et actions policières
Une grande part du commerce y est illégale ; et les policiers qui sont chargés de surveiller le respect de ces commerces confisquent souvent les marchandises à leur profit personnel ou font payer sur-le-champ des amendes aux contrevenants. De nombreux enfants de la rue, appelés Shegués, y exercent également des emplois variés (crieurs, porteurs de fardeaux, manutentionnaires, commissionnaires) mais également du vol à la tire, principalement sur des victimes féminines (téléphones portables, bijoux, argent, etc.),.